# 蓼沼謙一
蓼沼 謙一（たでぬま けんいち、1923年10月26日 - 2011年10月28日）は、日本の法学者。専門は労働法。一橋大学名誉教授。第8代一橋大学学長、日本労働法学会代表理事などを歴任。吾妻光俊門下。
蓼沼宏一第17代一橋大学学長は子。澤和樹第10代東京藝術大学学長は娘婿。

## 略歴
茨城県水戸市生まれ。1940年3月東京府立第四中学校（現東京都立戸山高等学校）4年修了、同年4月東京商科大学（現一橋大学）予科入学。1943年学徒出陣により横須賀第2海兵団入団、1944年2月飛行専修海軍予備学生・急降下爆撃機操縦士、1944年12月大日本帝国海軍少尉、1945年4月神風特別攻撃隊隊員、1945年8月大日本帝国海軍中尉。
1945年10月大学に復学、1947年高等文官試験行政科合格、1947年9月東京商科大学商学部卒業（吾妻光俊ゼミナール）、1947年10月東京商科大学大学院特別研究生。大学在学中は、江口定条初代如水会理事長が、第二次世界大戦中に軍需省から大学キャンパスを守るために設立した如水寮に居住した。
1952年4月一橋大学法学部専任講師、1956年一橋大学法学部助教授、1969年から1971年まで一橋大学学生部長、1973年から1976年まで一橋大学評議員、1974年から1976年まで一橋大学法学部長。
1977年、小泉明学長の在職死去に伴い学長に就任、1980年まで務める。1987年3月一橋大を停年退官し一橋大学名誉教授の称号を受ける。後に八千代国際大学政治経済学部教授。また1954年青年法律家協会設立発起人、1955年から日本労働法学会理事、1974年から日本労使関係研究協会理事、1976年から1977年まで日本労働法学会代表理事等も歴任。
2011年10月28日、老衰のため死去。88歳没。
門下に盛誠吾（一橋大学教授）、毛塚勝利（中央大学教授）、石井保雄（獨協大学教授）、藤原稔弘（関西大学教授）など。高萩光紀（元JXホールディングス社長、元如水会理事長）や石川公一（元立命館アジア太平洋大学教授、元大分県副知事）なども蓼沼ゼミ出身。経済学者で第17代一橋大学学長の蓼沼宏一や、ピアニストの蓼沼恵美子（第10代東京芸術大学学長澤和樹の妻）、同じくピアニストの蓼沼明美は実子。

## 著書
- 『労働法実務大系 11 労働時間・残業・交替制』総合労働研究所 1971
- 『蓼沼謙一著作集』信山社出版

第1巻 (労働法基礎理論 2010
第2巻 (労働団体法論) 2008
第3-4巻)争議権論 2005-2006
第5巻 (労働保護法論) 2008
第6-7巻 (労働時間法論) 2008-2009
第8巻 (比較労働法論) 2008
別巻 2009
- 『戦後労働法学の思い出』労働開発研究会 2010

### 共編著
- 『労働組合読本 改訂版』沼田稲次郎,横井芳弘共著 東洋経済新報社 1965
- 『労働協約読本』沼田稲次郎, 横井芳弘共著. 東洋経済新報社, 1972
- 『労働六法 昭和49年版』吾妻光俊共編 駿河台出版社 1974
- 『労働六法 昭和50年版』編. 駿河台出版社 1975
- 『労働法の争点 (法律学の争点シリーズ) 横井芳弘共編 有斐閣 1979
- 『企業レベルの労使関係と法 欧米四ケ国の比較法的研究』編 勁草書房 1986

### 翻訳
- ジンツハイマー『労働法原理』楢崎二郎共訳 東京大学出版会 1955